# Guillermo Romero Durán
Guillermo Romero Durán (Guillermo Romero Durán, 28 de enero de 1993, Zacatecas, México) era un actor, director de cine, actor de voz, productor cinematográfico, guionista, cantante, guitarrista, letrista, músico, compositor, escritor, artista gráfico y psicólogo social mexicano, nacido en la capital del estado de Zacatecas, en México. 
Mostró las habilidades de un intelectual a temprana edad expresando su genio en artes como el ajedrez, disciplina de la que sería premiado en un torneo local. Artista marcial ganador en distintos eventos durante su adolescencia, momento en el que sería igualmente premiado en ciencias como física y química.
Con un futuro artístico desconocido. Se integra a la Facultad de Medicina Humana de la Universidad Autónoma de Zacatecas en 2012, lugar donde cambia su rumbo al encontrar “una inusitada pasión” por la psicología de la cual se graduaría como Psicólogo social de la Universidad Autónoma de Zacatecas, tiempo en el que emprende una experiencia musical al componer en proyectos como Fade Away Monsters, Fernanda’s Vanilla Sky y The Bacabob.
Guillermo interpretó una amplia gama de personajes en cortometrajes como Busca a Stephan (2022), Say That You Loved Me (2023) y You Were Always With Me (2023). Interpretó 18 personajes distintos en la película del género zombi Tejiendo Carne (2023). Escritor y autor de libros como Secretos de una rosa a Sofía Daniela (2020), Elementium 300 (2021) y Actitudes en Arle frente al azote robobio (2021). Artista plástico expositor en el Festival Cultural Zacatecas 2022.
Fuera del proceso artístico Guillermo ha participado activamente en investigaciones de corte psicológico ahondando en temas como empatía, depresión, juventud, niñez, música y resiliencia.

## Primeros años y educación
Guillermo Romero Durán nació el 28 de enero de 1993 en la ciudad de Zacatecas, en el estado de Zacatecas (México), hijo de padres zacatecanos Martín Romero, psicólogo clínico y Concepción Durán, comerciante de textiles, creció en el seno de una familia católica. Fue ampliamente educado en español y matemáticas desde los 4 años por su madre, y a los 5 años educado por su padre en el juego de ajedrez.
Su afición a la música se encontró marcada por su padre y su hermano mayor desde sus primeros años de vida por bandas como Queen, Pink Floyd y artistas como Gustavo Cerati, siendo la música el eje principal de su personalidad, además de ser su mayor afición.
Mostró sus aptitudes como actor en diversas presentaciones desde su educación primaria hasta preparatoria. Artista marcial en disciplinas como kung-fu y Lima Lama. Premiado ganador del XII Torneo Nacional de Karate y Kung-fu en las modalidades: 1° lugar en combate y 1° lugar en formas. Ganador del 1° lugar en combate del Torneo de Artes Marciales del Patronato de la Feria de Fresnillo 2006. Durante su tiempo en la secundaria ganó el concurso estatal de química de la Universidad Autónoma de Zacatecas y fue premiado con medalla de bronce en el II Concurso Estatal de Talentos en Física Zacatecas 2007 de la Sociedad Mexicana de Física SMF.

## Encuentro con las artes
Sus años de preparatoria fueron la salida a la rebeldía de años de disciplina y concursos constantes, los cuáles fueron seguidos por su pasión por la medicina humana, ingresando a la Facultad de Medicina Humana de la Universidad Autónoma de Zacatecas en 2012, lugar donde encontraría su pasión por las letras, la biología y la psicología. Fue entonces cuando escribió el libro Secretos de una rosa a Sofía Daniela en 2014, mismo que sería publicado en 2020, además de comenzar su libro de ciencia ficción Elementium 300, el cual terminaría de redactar 7 años después. Redirigió su camino hacia la psicología,  graduándose de psicología social de la Universidad Autónoma de Zacatecas en 2021.
Habiendo encontrado el tiempo en el tiempo de confinamiento por la COVID-19 en marzo del 2020 e inspirado en sus tendencias culturales crea los proyectos musicales Fade Away Monsters, Fernanda’s Vanilla Sky, The Bacabob y Boulevard nights.
Su expresión gráfica comenzó días antes de la publicación de su libro Elementium 300, puesto que la persona encargada de crear la portada había tenido problemas para finalizar a tiempo, por lo que emprendió un viaje por sí mismo en el diseño gráfico, teniendo apenas una pequeña instrucción en Photoshop en 2021, sólo para verse a sí mismo participando en el Festival Cultural Zacatecas 2022 en la sección Expo Municipios, presentando su obra titulada “La Lucha”.
A finales del 2022 e inicios del 2023 filma y actúa cortometrajes como Busca a Stephan (2022) y Say That You Loved Me (2023). A finales del 2023 funge como actor y director cinematográfico del mediometraje Tejiendo Carne (2023).

## Proyectos Literarios

### Secretos de una rosa a Sofía Daniela (2014-2020)

Secretos de una rosa a Sofía Daniela (Primera Edición)

Novela escrita en 2014, “dedicado a una chica llamada Sofía” y publicado en 2020 por el autor Guillermo Romero Durán, Secretos de una Rosa a Sofía Daniela aborda la experiencia ficticia de dos chicas zacatecanas cuya vida está por dar un giro inesperado a causa de haber ingresado a la preparatoria número uno de la UAZ.

### Elementium 300 (2014-2021)

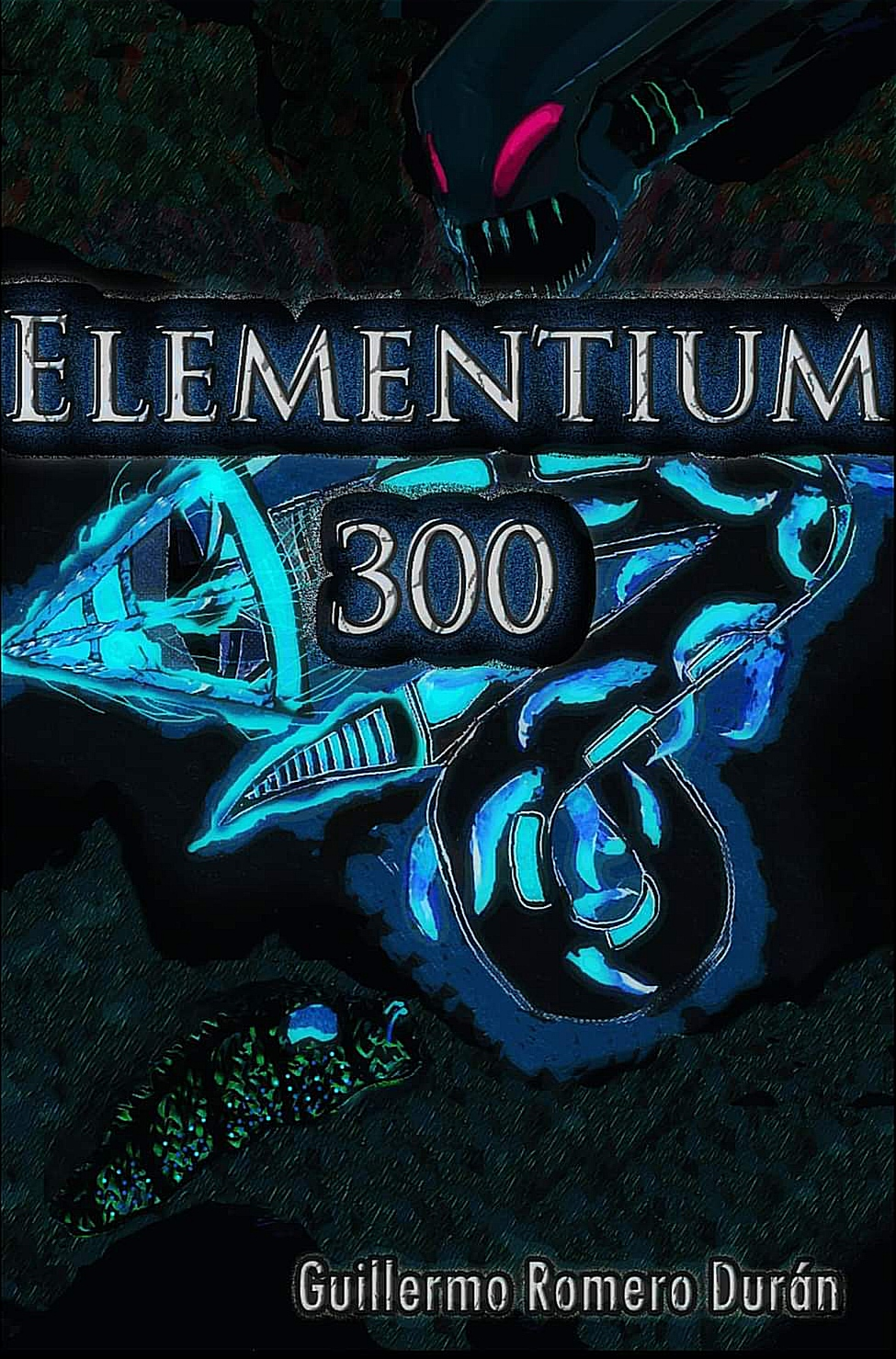
Elementium 300 Nouvelle de Guillermo Romero Durán

Luego de haber escrito Secretos de una rosa a Sofía Daniela, Guillermo se aventura a una expedición submarina en el medio de la extinción humana por parte de la naturaleza en la nouvelle Elementium 300, “Vi aquella estructura submarina, el animal más grande creado por la inteligencia humana, caminando en el relieve marino con los últimos humanos del planeta, fue un sueño fugaz antes de dormir”. Luego de 7 años de escritura, concluye la primera parte de una entrega que planearía en 3 partes, para ser publicada el 11 de junio del 2021.

### Actitudes en Arle frente al azote robobio (2021)

Actitudes en Arle Frente al Azote Robobio de Guillermo Romero Durán

Compendio de un cuento de dos partes y cuatro relatos y publicado en 2021, Actitudes en Arle frente al azote robobio narra la historia de Arle Tuxcana, una chica que ha sobrevivido al apocalipsis de los robobio, bestias híbridas mitad máquina mitad animal, en 4 relatos y un cuento intermedio de dos partes. Al comienzo del libro Guillermo explica el proceso creativo de una forma pesimista y catastrófica, lo que le da un sentido íntimo a su viaje por la narración “nunca le pude retribuir, nunca pude cambiar su destino a voluntad, como si fuera ella quien precisamente desde algún plano astral y casi fantasmal, o tal vez desde otra realidad, me contara su lucha y su fracaso.” Actitudes en Arle frente al azote Robobio.
Otros relatos
Guillermo Romero Durán ha conseguido ampliar sus nociones literarias en relatos que van del gótico hasta la ciencia ficción, algunos de ellos son Hasta que tu sangre se contamine (2021), Exhalando ira en Málaga (2022), No conocemos esa arma (2022).

## Proyectos musicales

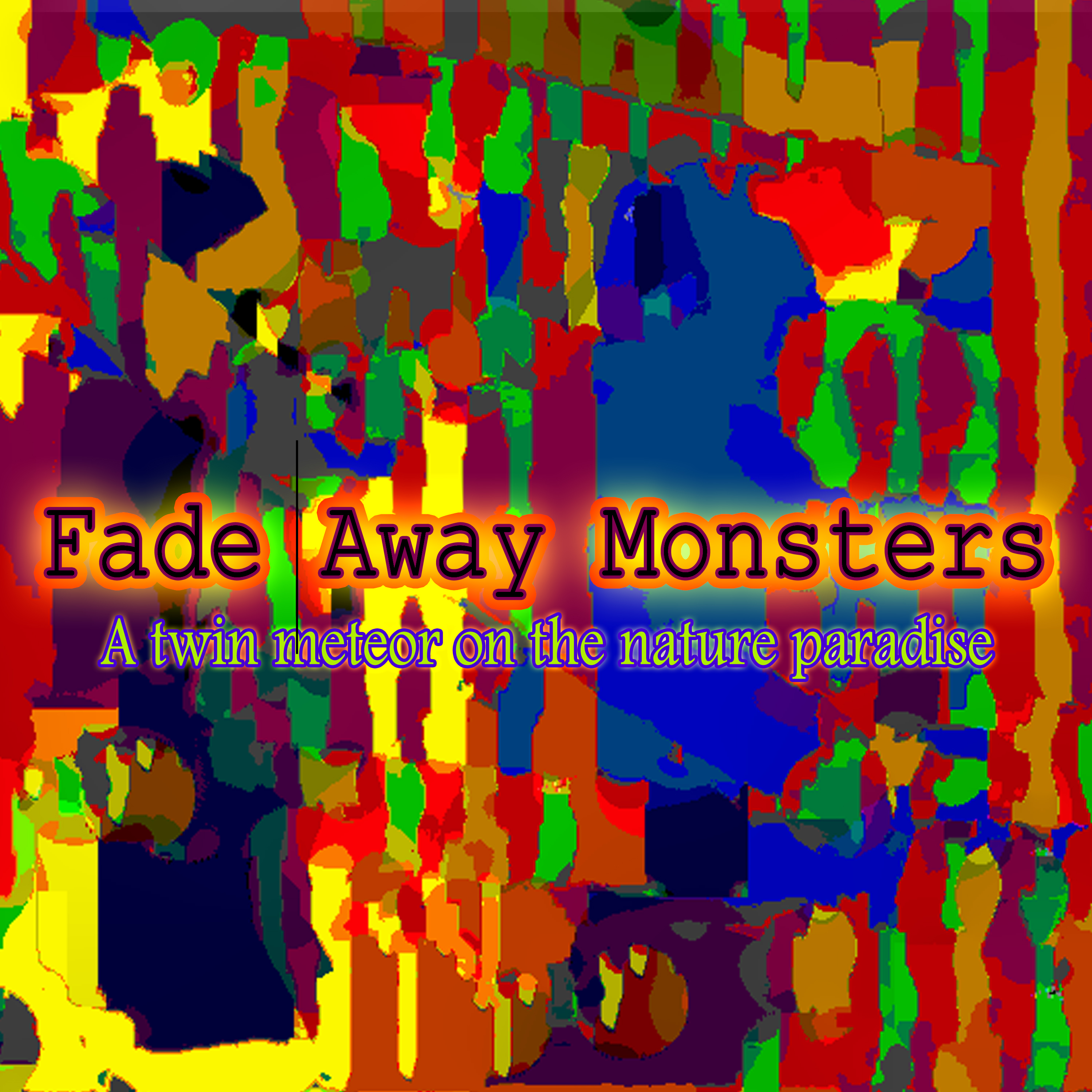
A twin meteor on the nature paradise de Fade Away Monsters

### Fade Away Monsters (2020)
Guillermo creó su primer proyecto musical Fade Away Monsters durante la primera semana de confinamiento por la COVID-19 en México, en marzo del 2020, componiendo así su primer álbum como artista Meteor: Sunlight Story, destacado por composiciones como Meteor y Lost Group, publicado por la distribuidora ONErpm. Con una mezcla de Space Rock y Rock alternativo Fade Away Monsters fue en Guillermo una oportunidad para la expresión de sus experiencias dando como resultado 4 álbumes, 1 álbum compilación y 10 sencillos.

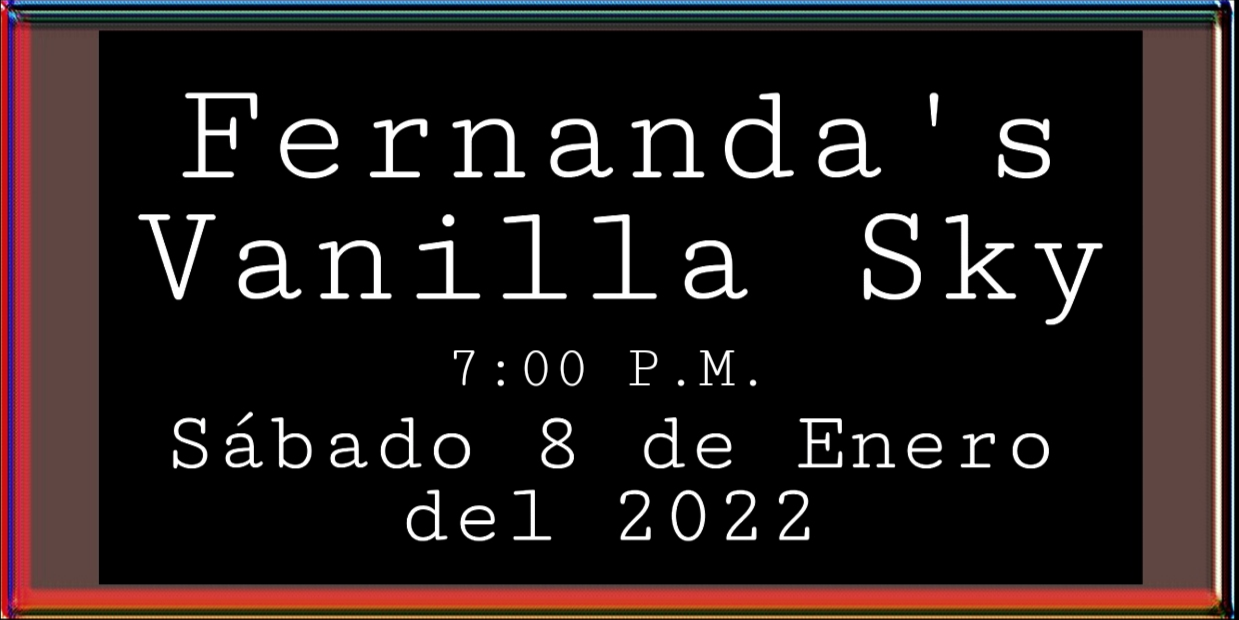
Presentación de Fernanda's Vanilla Sky

### Fernanda’s Vanilla Sky (2021)
Después de su experiencia en Fade Away Monsters, y por pedido de su madre hacía una música “más ligera” Guillermo crea Fernanda’s Vanilla Sky en 2021, caracterizado por un sonido Rock pop estrena Sleeping Beauty el 6 de julio del mismo año, asimismo concluyendo una gira en 2022.

### The Bacabob (2021)
En su exploración musical, Guillermo crea el proyecto The Bacabob en 2021, encontrando un refugio mental en instrumentos como el piano y la flauta dulce, descubriéndose a sí mismo en sonidos como el trip-hop, el barroco y la música instrumental, sonido que exportaría a los cortometrajes donde actuaría posteriormente.

### Boulevard nights (2022)
No conforme con la variedad de sus producciones musicales e inspirado por bandas como Dark Stares, Guillermo aborda la expresión desde el rock alternativo, con sonidos de guitarra audaces y letras que van desde el amor apasionado hasta la revolución, habiendo mejorado con la experiencia la calidad de sus interpretaciones vocales. Estrena su sencillo Ok, Nancy el 14 de marzo del 2022.
Otros proyectos musicales:
Guillermo Romero Durán ha sido autor de 186 composiciones musicales, además crea el proyecto de neo dark Til Your Blood Stains el 9 de marzo del 2021.

## Diseño gráfico

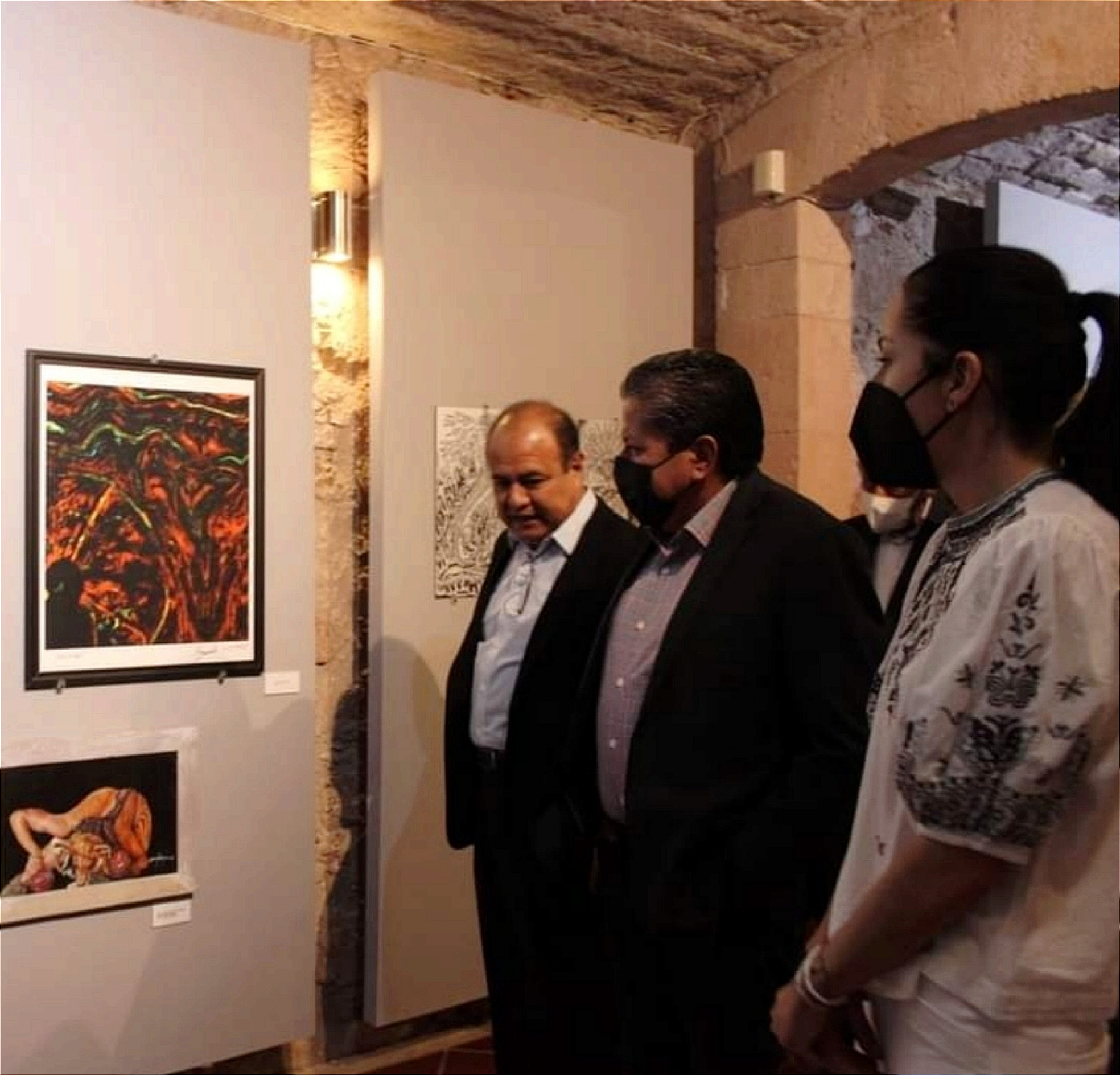
Gobernador de Zacatecas frente a la obra "La Lucha" de Guillermo Romero Durán

La exploración gráfica de Guillermo Romero se ha constituido entre los límites de su percepción y de sus posibilidades al constatar, de manera heterogénea, la habilidad para plasmar sus pensamientos y experiencias en géneros que van desde el surrealismo, el gótico, hasta lo abstracto. La creación de paisajes extraordinarios y sensaciones abstractas, con base en técnicas de Photoshop y PicsArt, le dieron cabida en el Festival Cultural Zacatecas 2022, inaugurado por el gobernador de Zacatecas David Monreal Ávila el 8 de abril del 2022 en la sección Expo Municipios, ocasión donde se presentó con su obra “La lucha”.

## Carrera como actor
Guillermo Romero Durán comienza su carrera como actor en noviembre del 2022 interpretando papeles en cortometrajes como Busca a Stephan (2022). Las herramientas que adquirió en su carrera como psicólogo social y en sus estudios de psicología general en la Universidad Nacional Autónoma de México, le han permitido vislumbrar el comportamiento humano a nivel cognitivo y conductual, hechos que facilitaron ahondar en el lenguaje corporal del comportamiento y en la estética de la mente a la expresión desde una manera puramente humana, lo que le da característica esencia realista a sus interpretaciones, dando cabida a recrear una gama amplísima de papeles sin mayor dificultad.
Asistió a clases de canto en 2020, lo que le facilitó interpretar variedad de voces a experimentar dentro de los límites del lenguaje corporal. Además, su amplia carrera artística ha sido complementaria de su actuación, integrando tempo, saturación, expresión y emoción a su actuación.

## Filmografía

### Cortometrajes
Busca a Stephan (2022)
Aquí en el espejo (2023)
Locked up (2023)
Say that you loved me (2023)
You were always with me (2023)

### Películas
Tejiendo Carne (2023)